# Spancserek
A Spancserek (eredeti cím: I Love You, Man) 2009-ben bemutatott amerikai filmvígjáték, melyet John Hamburg írt és rendezett. A főbb szerepekben Paul Rudd, Jason Segel és Rashida Jones látható.
Az Amerikai Egyesült Államokban 2009. március 20-án mutatták be. A film bevételi és kritikai szempontból is sikeres volt.

## Történet
Peter Klaven, (Paul Rudd), éppen arra készül, hogy elvegye álmai nőjét, Zooyet (Rashida Jones). A házasság döbbenti rá, hogy egyetlen barátja sem akad, akit esetleg felkérhetne esküvői tanúnak. Különféle módszerekkel próbál barátkozni, végül találkozik leendő barátjával, Sydney-vel (Jason Segel). Új barátja pont az ellentéte: vicces, vonzó alak, rögtön össze is barátkoznak. Ám ahogyan Peter egyre jobban összebarátkozik Sydneyvel, úgy hidegül el leendő feleségétől is. Peternek választania kell: barát vagy feleség.

## Szereplők
| Színész         | Szerep          | Magyar hang     |
| --------------- | --------------- | --------------- |
| Paul Rudd       | Peter Klaven    | Széles Tamás    |
| Jason Segel     | Sydney Fife     | Nagy Ervin      |
| Rashida Jones   | Zooey Rice      | Pikali Gerda    |
| Andy Samberg    | Robbie Klaven   | Hevér Gábor     |
| Josh Cooke      | Allen           |                 |
| J. K. Simmons   | Oswald Klaven   | Szombathy Gyula |
| Jane Curtin     | Joyce Klaven    | Bánsági Ildikó  |
| Jaime Pressly   | Denise          | Söptei Andrea   |
| Jon Favreau     | Barry           | Kálid Artúr     |
| Sarah Burns     | Hailey          | Németh Borbála  |
| Lou Ferrigno    | önmaga          | Vass Gábor      |
| Rob Huebel      | Tevin Downey    | Rajkai Zoltán   |
| Aziz Ansari     | Eugene          | Molnár Levente  |
| Nick Kroll      | Larry           |                 |
| Mather Zickel   | Gil             | Király Attila   |
| Thomas Lennon   | Doug Evans      | Csőre Gábor     |
| Murray Gershenz | Mel Stein       | Makay Sándor    |
| Ping Wu         | Mr. Chu         | Botár Endre     |
| Larry Wilmore   | pap             | Forgács Gábor   |
| Rush tagjai     | önmaguk         |                 |
| OK Go tagjai    | esküvői zenekar |                 |

## Fordítás
- Ez a szócikk részben vagy egészben  az   I Love You, Man című angol Wikipédia-szócikk fordításán alapul.  Az eredeti cikk szerkesztőit annak laptörténete sorolja fel. Ez a jelzés csupán a megfogalmazás eredetét és a szerzői jogokat jelzi, nem szolgál a cikkben szereplő információk forrásmegjelöléseként.